# Чернихівська сільська рада
Че́рнихівська сільська́ ра́да — адміністративно-територіальна одиниця та орган місцевого самоврядування у Зборівському районі Тернопільської області. Адміністративний центр — село Чернихів.

## Загальні відомості
Чернихівська сільська рада утворена в 1939 році.
- Територія ради: 3,28 км²
- Населення ради: 974 особи (станом на 2001 рік)
- Територією ради протікає річка Серет

## Населені пункти
Сільській раді підпорядковані населені пункти:
- с. Чернихів
- с. Глядки
- с. Плесківці

## Склад ради
Рада складається з 15 депутатів та голови.
- Голова ради: Татарин Богдан Андрійович
- Секретар ради: Кметь Ігор Володимирович

### Керівний склад попередніх скликань
- Чернихівський Дмитро Іванович

| Прізвище, ім'я, по батькові | Основні відомості                                                          | Дата обрання | Дата звільнення |
| --------------------------- | -------------------------------------------------------------------------- | ------------ | --------------- |
| Алексевич Ганна Петрівна    | Сільський голова, 1958 року народження, член Соціалістичної партії України | 26.03.2006   | 31.10.2010      |
| Татарин Богдан Андрійович   | Сільський голова, 1964 року народження, освіта вища, безпартійний          | 31.10.2010   |                 |

Примітка: таблиця складена за даними сайту Верховної Ради України

### Депутати
За результатами місцевих виборів 2010 року депутатами ради стали:

#### За суб'єктами висування
| Суб'єкт висування | Кількість обраних депутатів | %   |
| ----------------- | --------------------------- | --- |
| Самовисування     | 15                          | 100 |

#### За округами
| № округу | Прізвище, ім'я, по батькові  | Дата визнання обраним | Освіта  | Партійна приналежність                        | Відомості про обраного депутата                                 |
| -------- | ---------------------------- | --------------------- | ------- | --------------------------------------------- | --------------------------------------------------------------- |
| 1        | Тешля Михайло Романович      | 05.11.2010            | середня | позапартійний                                 | Чернихівська загальноосвітня школа І-ІІІ ст., оператор котельні |
| 2        | Михалішин Ярослав Іванович   | 05.11.2010            | середня | позапартійний                                 | тимчасово не працює                                             |
| 3        | Поливана Оксана Ільківна     | 05.11.2010            | середня | позапартійна                                  | Чернихівська загальноосвітня школа І-ІІІ ст., тех працівник     |
| 4        | Сиротюк Андрій Іванович      | 05.11.2010            | середня | позапартійний                                 | Чернихівська загальноосвітня школа І-ІІІ ст., оператор котельні |
| 5        | Сухецький Ярослав Васильович | 05.11.2010            | середня | позапартійний                                 | Будинок культури с. Чернихів, директор                          |
| 6        | Матвіїв Михайло Васильович   | 05.11.2010            | середня | позапартійний                                 | студент                                                         |
| 7        | Грицай Остап Зіновійович     | 05.11.2010            | вища    | позапартійний                                 | тимчасово не працює                                             |
| 8        | Цв'ях Галина Петрівна        | 05.11.2010            | середня | позапартійна                                  | Чернихівська сільська рада, секретар                            |
| 9        | Лещар Роман Петрович         | 05.11.2010            | середня | позапартійний                                 | ПП «Ювітас», охоронець                                          |
| 10       | Гвоздик Євген Йосипович      | 05.11.2010            | середня | позапартійний                                 | пенсіонер                                                       |
| 11       | Кметь Ігор Володимирович     | 05.11.2010            | вища    | позапартійний                                 | пенсіонер                                                       |
| 12       | Гаріян Богдан Михайлович     | 05.11.2010            | середня | позапартійний                                 | Тернопільводоканал, електромонтер                               |
| 13       | Греля Василь Богданович      | 05.11.2010            | середня | позапартійний                                 | ПМП «Рост», газозварювальник                                    |
| 14       | Лотоцький Петро Йосифович    | 05.11.2010            | середня | позапартійний                                 | приватний підприємець                                           |
| 15       | Греля Оксана Богданівна      | 05.11.2010            | вища    | член Всеукраїнського об'єднання «Батьківщина» | Чернихівська загальноосвітня школа І-ІІІ ст., вчитель           |